# Inter gravissimas

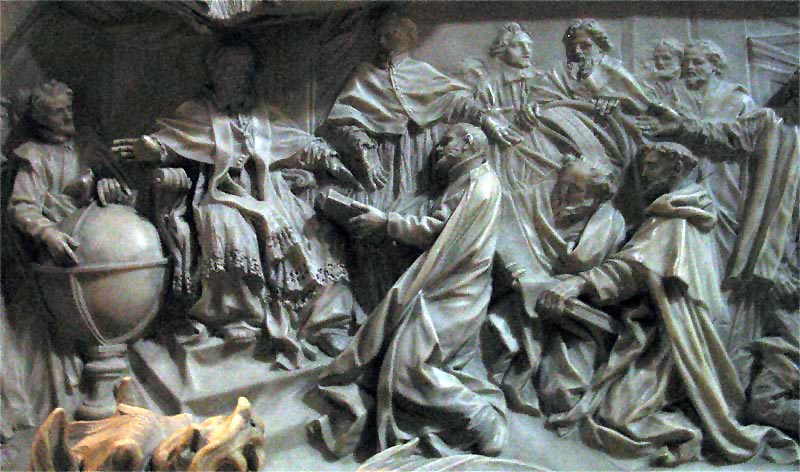
De invoering van de gregoriaanse kalender, praalgraf paus Gregorius XIII in de Sint-Pietersbasiliek in Rome

Inter gravissimas (Latijn voor Onder de zware (plichten)) is de pauselijke bul waarmee paus Gregorius XIII op 24 februari 1582 de kalender invoerde die later bekend zou worden als de gregoriaanse kalender.
De nieuwe tijdrekening verving de juliaanse kalender en werd in de katholieke landen vrijwel meteen ingevoerd. Pas later (in de Republiek der Nederlanden bijvoorbeeld pas in 1700) volgden de protestantse landen. De nieuwe kalender (met bijbehorende tabellen) zorgde ervoor dat - althans de katholieke - christenen voortaan Pasen op dezelfde dag vierden, een kwestie die al sinds het Eerste Concilie van Nicea (in 325) de gemoederen bezighield.
De bul zelf was overigens een uitvloeisel van het Concilie van Trente (1545-1563). Het Vaticaan had vervolgens nog twintig jaar nodig om een werkend systeem te vinden. Toen Gregorius uit handen van de broer van Aloisius Lilius, die de feitelijke bedenker van deze tijdrekening was, het manuscript ontving waarin de nieuwe tijdrekening stond uitgewerkt, werd de kalenderhervorming, na kleine aanpassingen, ingevoerd op 5 oktober 1582 die 15 oktober werd.